# ریکاردو ماتلی
ریکاردو ماتلی (انگلیسی: Riccardo Mattelli؛ زادهٔ ۱ ژانویهٔ ۱۹۹۴) بازیکن فوتبال اهل ایتالیا است.
از باشگاه‌هایی که در آن بازی کرده‌است می‌توان به باشگاه فوتبال یوونتوس اشاره کرد.